# Stenostomum maestrensis
Stenostomum maestrensis är en måreväxtart som först beskrevs av Ignatz Urban, och fick sitt nu gällande namn av Attila L. Borhidi och M.Fernández Zeq.. Stenostomum maestrensis ingår i släktet Stenostomum och familjen måreväxter. Inga underarter finns listade i Catalogue of Life.